# Smith (cràter marcià)
|  | Aquest article tracta sobre un cràter de Mart. Si cerqueu un cràter de la Lluna, vegeu «Smith (cràter)». |

Smith és un cràter d'impacte situat al quadrangle Mare Australe de Mart, situat amb el sistema de coordenades planetocèntriques a -65.19 ° latitud N i 258.76 ° longitud E. Té 74.33 km de diàmetre i va ser anomenat en memòria del geòleg anglès William Smith, denominació aprovada el 1973 pel Grup de Treball de la Unió Astronòmica Internacional (UAI) per a la Nomenclatura del Sistema Planetari (WGPSN).